# Potjèrkruiwagenkoers
De Potjèrkruiwagenkoers is een koers met verbouwde kruiwagens, die jaarlijks op Hemelvaartsdag wordt afgelegd in Ramsel (een dorp in de Belgische provincie Antwerpen en een deelgemeente van Herselt). De reglementen schrijven onder meer voor dat de kruiwagens minimaal 70 kg moeten wegen (voor dames 50 kg), dat ze geluid moeten kunnen voortbrengen en dat het bouwsel zoals elke kruiwagen moet beschikken over één wiel, twee berries (handgrepen) en twee steunen.
De koers werd in 1979 in het leven geroepen, toen cafévrienden zich lieten inspireren door de Dakar-rally die in december 1978 voor het eerst werd gereden. De Ramselse kruiwagenkoers werd Potjèrkruiwagenkoers genoemd. Potjèr is de plaatselijke (en inmiddels verouderde) term voor steenbakkersklei (pot-aarde).
De organisatie van de jaarlijks terugkerende koers werd al snel door de Ramselse middenstand overgenomen. De koers op Hemelvaartsdag, als afsluiting van de kermisweek, trok vaak meer dan 10.000 toeschouwers. In 1998 besloot de middenstand dat zij de koers niet meer zou organiseren. In 1999 vond er dan ook geen Potjèrkruiwagenkoers plaats. In 2000 werd hij op particulier initiatief weer georganiseerd, waarna hij weer elk jaar werd gereden. De wedstrijd gaat nog steeds gepaard met een kermis en wordt de avond voor de start voorafgegaan door vuurwerk.